# 137-о средно училище „Ангел Кънчев“
137 средно училище „Ангел Кънчев“ се намира в София, България.
Основано е през 1957 година при отделянето му от 37 средно смесено училище. От учебната 1958/1959 г. 137 ОУ се слива със 112 начално училище и приема неговото име – „Ангел Кънчев“. Разположено на булевард „Европа“ № 135, училището разполага с 40 паралелки – 17 от които I – IV клас, и 23 от V – XII клас, 935 ученици, обучавани от 66 учители.

## Директори на 137 училище
- Тодор Кьопчев (първи директор на 137 училище)
- Мария Хаджиева
- Ицко Христов (под негово ръководство училището от основно се превръща в средно)
- Мариана Закова
- Владимир Миков (настоящ директор)

## ДВГ „Синигерчета“
ДВГ „Синигерчета“ е детска вокална група към Културен Център Люлин. Тя е основана от Кристалина Петрова, учител по музика.